# Hernando (Florida)
Hernando is een plaats (census-designated place) in de Amerikaanse staat Florida, en valt bestuurlijk gezien onder Citrus County.

## Demografie
Bij de volkstelling in 2000 werd het aantal inwoners vastgesteld op 8253.

## Geografie
Volgens het United States Census Bureau beslaat de plaats een oppervlakte van
91,6 km², waarvan 81,5 km² land en 10,1 km² water.

## Plaatsen in de nabije omgeving
De onderstaande figuur toont nabijgelegen plaatsen in een straal van 16 km rond Hernando.